# MTV Europe Music Awards/Best Rock
Die MTV Europe Music Award for Best Rock ist eine von zwei zu Beginn der MTV Europe Music Awards eingeführten Genrekategorien. 2002 wurde der Award zweigeteilt und auch unter dem Titel Best Hard Rock Act vergeben. Mit vier Awards gewannen Linkin Park die Kategorie am Häufigsten, gefolgt von Coldplay, 30 Seconds to Mars und Green Day mit jeweils drei Awards.

## Nominierte und Gewinner

### 1990er
| Jahr                     | Künstler | EN |
| ------------------------ | -------- | -- |
| 1994                     |          |    |
| Aerosmith                | [ 1 ]    |    |
| Metallica                | [ 1 ]    |    |
| Rage Against the Machine | [ 1 ]    |    |
| Soundgarden              | [ 1 ]    |    |
| Therapy?                 | [ 1 ]    |    |
| 1995                     | [ 1 ]    |    |
| Bon Jovi                 | [ 2 ]    |    |
| Green Day                | [ 2 ]    |    |
| Oasis                    | [ 2 ]    |    |
| The Offspring            | [ 2 ]    |    |
| Therapy?                 | [ 2 ]    |    |
| 1996                     | [ 2 ]    |    |
| The Smashing Pumpkins    | [ 3 ]    |    |
| Bon Jovi                 | [ 3 ]    |    |
| Die Toten Hosen          | [ 3 ]    |    |
| Metallica                | [ 3 ]    |    |
| Oasis                    | [ 3 ]    |    |
| 1997                     | [ 3 ]    |    |
| Oasis                    | [ 4 ]    |    |
| Aerosmith                | [ 4 ]    |    |
| Jon Bon Jovi             | [ 4 ]    |    |
| Bush                     | [ 4 ]    |    |
| Skunk Anansie            | [ 4 ]    |    |
| 1998                     | [ 4 ]    |    |
| Aerosmith                | [ 5 ]    |    |
| Garbage                  | [ 5 ]    |    |
| Marilyn Manson           | [ 5 ]    |    |
| Rammstein                | [ 5 ]    |    |
| The Smashing Pumpkins    | [ 5 ]    |    |
| 1999                     | [ 5 ]    |    |
| The Offspring            | [ 6 ]    |    |
| The Cardigans            | [ 6 ]    |    |
| Lenny Kravitz            | [ 6 ]    |    |
| Marilyn Manson           | [ 6 ]    |    |
| Red Hot Chili Peppers    | [ 6 ]    |    |

### 2000er
| Jahr                  | Künstler | EN |
| --------------------- | -------- | -- |
| 2000                  |          |    |
| Red Hot Chili Peppers | [ 7 ]    |    |
| Bon Jovi              | [ 7 ]    |    |
| Foo Fighters          | [ 7 ]    |    |
| Korn                  | [ 7 ]    |    |
| Limp Bizkit           | [ 7 ]    |    |
| 2001                  | [ 7 ]    |    |
| Blink-182             | [ 8 ]    |    |
| Crazy Town            | [ 8 ]    |    |
| Limp Bizkit           | [ 8 ]    |    |
| Linkin Park           | [ 8 ]    |    |
| U2                    | [ 8 ]    |    |
| 2002                  | [ 8 ]    |    |
| Red Hot Chili Peppers | [ 9 ]    |    |
| Bon Jovi              | [ 9 ]    |    |
| Coldplay              | [ 9 ]    |    |
| Nickelback            | [ 9 ]    |    |
| U2                    | [ 9 ]    |    |
| Best Hard Rock Act    | [ 9 ]    |    |
| Linkin Park           | [ 9 ]    |    |
| Korn                  | [ 9 ]    |    |
| P.O.D.                | [ 9 ]    |    |
| Puddle of Mudd        | [ 9 ]    |    |
| System of a Down      | [ 9 ]    |    |
| 2003                  | [ 9 ]    |    |
| The White Stripes     | [ 10 ]   |    |
| Good Charlotte        | [ 10 ]   |    |
| Linkin Park           | [ 10 ]   |    |
| Metallica             | [ 10 ]   |    |
| Red Hot Chili Peppers | [ 10 ]   |    |
| 2004                  | [ 10 ]   |    |
| Linkin Park           | [ 11 ]   |    |
| The Darkness          | [ 11 ]   |    |
| Good Charlotte        | [ 11 ]   |    |
| Green Day             | [ 11 ]   |    |
| Red Hot Chili Peppers | [ 11 ]   |    |
| 2005                  | [ 11 ]   |    |
| Green Day             | [ 12 ]   |    |
| Coldplay              | [ 12 ]   |    |
| Foo Fighters          | [ 12 ]   |    |
| Franz Ferdinand       | [ 12 ]   |    |
| U2                    | [ 12 ]   |    |
| 2006                  | [ 12 ]   |    |
| The Killers           | [ 13 ]   |    |
| Evanescence           | [ 13 ]   |    |
| Keane                 | [ 13 ]   |    |
| Red Hot Chili Peppers | [ 13 ]   |    |
| The Strokes           | [ 13 ]   |    |
| 2007                  |          |    |
| 30 Seconds to Mars    | [ 14 ]   |    |
| Evanescence           | [ 14 ]   |    |
| Fall Out Boy          | [ 14 ]   |    |
| Linkin Park           | [ 14 ]   |    |
| My Chemical Romance   | [ 14 ]   |    |
| 2008                  | [ 14 ]   |    |
| 30 Seconds to Mars    | [ 15 ]   |    |
| Linkin Park           | [ 15 ]   |    |
| Metallica             | [ 15 ]   |    |
| Paramore              | [ 15 ]   |    |
| Slipknot              | [ 15 ]   |    |
| 2009                  | [ 15 ]   |    |
| Green Day             | [ 16 ]   |    |
| Foo Fighters          | [ 16 ]   |    |
| Kings of Leon         | [ 16 ]   |    |
| Linkin Park           | [ 16 ]   |    |
| U2                    | [ 16 ]   |    |

### 2010er
| Jahr                    | Künstler | EN |
| ----------------------- | -------- | -- |
| 2010                    |          |    |
| 30 Seconds to Mars      | [ 17 ]   |    |
| Kings of Leon           | [ 17 ]   |    |
| Linkin Park             | [ 17 ]   |    |
| Muse                    | [ 17 ]   |    |
| Ozzy Osbourne           | [ 17 ]   |    |
| 2011                    | [ 17 ]   |    |
| Linkin Park             | [ 18 ]   |    |
| Coldplay                | [ 18 ]   |    |
| Foo Fighters            | [ 18 ]   |    |
| Kings of Leon           | [ 18 ]   |    |
| Red Hot Chili Peppers   | [ 18 ]   |    |
| 2012                    | [ 18 ]   |    |
| Linkin Park             | [ 19 ]   |    |
| Coldplay                | [ 19 ]   |    |
| Green Day               | [ 19 ]   |    |
| The Killers             | [ 19 ]   |    |
| Muse                    | [ 19 ]   |    |
| 2013                    | [ 19 ]   |    |
| Green Day               | [ 20 ]   |    |
| Black Sabbath           | [ 20 ]   |    |
| The Killers             | [ 20 ]   |    |
| Kings of Leon           | [ 20 ]   |    |
| Queens of the Stone Age | [ 20 ]   |    |
| 2014                    | [ 20 ]   |    |
| Linkin Park             | [ 21 ]   |    |
| Arctic Monkeys          | [ 21 ]   |    |
| The Black Keys          | [ 21 ]   |    |
| Coldplay                | [ 21 ]   |    |
| Imagine Dragons         | [ 21 ]   |    |
| 2015                    | [ 21 ]   |    |
| Coldplay                | [ 22 ]   |    |
| Foo Fighters            | [ 22 ]   |    |
| Muse                    | [ 22 ]   |    |
| Royal Blood             | [ 22 ]   |    |
| AC/DC                   | [ 22 ]   |    |
| 2016                    |          |    |
| Coldplay                | [ 23 ]   |    |
| Green Day               | [ 23 ]   |    |
| Metallica               | [ 23 ]   |    |
| Muse                    | [ 23 ]   |    |
| Red Hot Chili Peppers   | [ 23 ]   |    |
| 2017                    | [ 23 ]   |    |
| Coldplay                | [ 24 ]   |    |
| Foo Fighters            | [ 24 ]   |    |
| Royal Blood             | [ 24 ]   |    |
| The Killers             | [ 24 ]   |    |
| U2                      | [ 24 ]   |    |
| 2018                    |          |    |
| 5 Seconds of Summer     | [ 25 ]   |    |
| Foo Fighters            | [ 25 ]   |    |
| Imagine Dragons         | [ 25 ]   |    |
| Muse                    | [ 25 ]   |    |
| U2                      | [ 25 ]   |    |
| 2019                    |          |    |
| Green Day               | [ 26 ]   |    |
| Imagine Dragons         | [ 26 ]   |    |
| Liam Gallagher          | [ 26 ]   |    |
| Panic! at the Disco     | [ 26 ]   |    |
| The 1975                | [ 26 ]   |    |

### 2020er
| Jahr                  | Künstler | EN |
| --------------------- | -------- | -- |
| 2020                  |          |    |
| Coldplay              | [ 27 ]   |    |
| Green Day             | [ 27 ]   |    |
| Liam Gallagher        | [ 27 ]   |    |
| Pearl Jam             | [ 27 ]   |    |
| Tame Impala           | [ 27 ]   |    |
| The Killers           | [ 27 ]   |    |
| 2021                  |          |    |
| Måneskin              | [ 28 ]   |    |
| Coldplay              | [ 28 ]   |    |
| Foo Fighters          | [ 28 ]   |    |
| Imagine Dragons       | [ 28 ]   |    |
| Kings of Leon         | [ 28 ]   |    |
| The Killers           | [ 28 ]   |    |
| 2022                  |          |    |
| Muse                  | [ 29 ]   |    |
| Foo Fighters          | [ 29 ]   |    |
| Måneskin              | [ 29 ]   |    |
| Red Hot Chili Peppers | [ 29 ]   |    |
| Liam Gallagher        | [ 29 ]   |    |
| The Killers           | [ 29 ]   |    |